# Mycalesis flagrans
Mycalesis flagrans är en fjärilsart som beskrevs av Butler 1876. Mycalesis flagrans ingår i släktet Mycalesis och familjen praktfjärilar. Inga underarter finns listade i Catalogue of Life.